# 미래도시
미래도시(영어: Future City), (한자:未來都市)는 미래형 도시를 가리키는 말이다. 미래에 생길 도시나 실제 존재하는 미래도시가 있다.

## 실제 존재하는 미래도시
- 마린시티
- 센텀시티
- 송도국제도시
- 두바이